# William J. Pomeroy
William J. Pomeroy (Waterloo (New York), 25 november 1916 - Londen, 12 januari 2009) was een Amerikaans schrijver en politiek activist.
Pomeroy was afkomstig uit een arbeidersmilieu en ging in de jaren dertig ook aan de slag als arbeider. In 1938 werd hij lid van de Communistische Partij van de Verenigde Staten (Cpusa). 
Tijdens de Tweede Wereldoorlog werd hij ingelijfd bij de infanterie en nam deel aan de landing op de Filipijnen. Hij leerde daar zijn latere echtgenote Celia Mariano kennen en ging er studeren aan de universiteit. Pomeroy sloot er zich ook aan bij de guerrillastrijders van de Filipijnse communistische partij (PKP), de Hukbalahap. In 1952 werd hij opgepakt door regeringstroepen en pas in 1962 vrijgelaten. Het paar trok vervolgens naar het Verenigd Koninkrijk. 
Pomeroy schreef verschillende boeken over kolonialisme, apartheid en imperialisme en meer dan 300 gedichten, waarvan verschillende geschreven zijn in de gevangenis, zoals Sonnets for Celia (uitgegeven in 1963) en The Forest (1963).
- Bibsys: 90812177
- Bibliothèque nationale de France: cb12409358f (data)
- Catàleg d'autoritats de noms i títols de Catalunya: 981058512560406706
- CiNii: DA03520051
- Gemeinsame Normdatei: 170438236
- International Standard Name Identifier: 0000 0000 8082 0260
- Library of Congress Control Number: n50021413
- Bibliotheek van het Japanse parlement: 00525239
- Nationale Bibliotheek van Tsjechië: mzk2011652356
- Nationale bibliotheek van Australië: 35428063
- Nationale Bibliotheek van Israël: 987007463247305171
- Nederlandse Thesaurus van Auteursnamen: 240968913
- Système universitaire de documentation: 033203474
- Trove: 949053
- Virtual International Authority File: 2558861
- WorldCat: E39PBJwXdF6YCmyGh9WKgcCRKd